# Table des caractères Unicode (23000-23FFF)
Cette page contient des caractères spéciaux ou non latins. S’ils s’affichent mal (▯, ?, etc.), consultez la page d’aide Unicode.
Cette page décrit la liste des caractères Unicode codés de U+23000 à U+23FFF en hexadécimal (143 360 à 147 455 en décimal).

## Sous-ensembles
La liste suivante montre les sous-ensembles spécifiques de cette portion d’Unicode.
| Sous-ensemble                         | Réservés | Réservés | Décimal | Décimal |
| Sous-ensemble                         | Début    | Fin      | Début   | Fin     |
| ------------------------------------- | -------- | -------- | ------- | ------- |
| Idéogrammes unifiés CJC - extension B | 20000    | 2A6DF    | 131 072 | 173 791 |